# サイレント・ランニング
『サイレント・ランニング』(Silent Running)　ダグラス・トランブル監督、ブルース・ダーン主演のアメリカ映画。
本作は宇宙空間を舞台にしたSF映画であり、監督は『2001年宇宙の旅』や『アンドロメダ…』の特撮を手がけたダグラス・トランブルが務めた。
日本では1979年5月13日にテレビ朝日「日曜洋画劇場」で放映、日本初公開となり、後にビデオ発売され、1986年9月16日にミニシアターで劇場初公開（ケイブルホーグ配給）となった。

## あらすじ

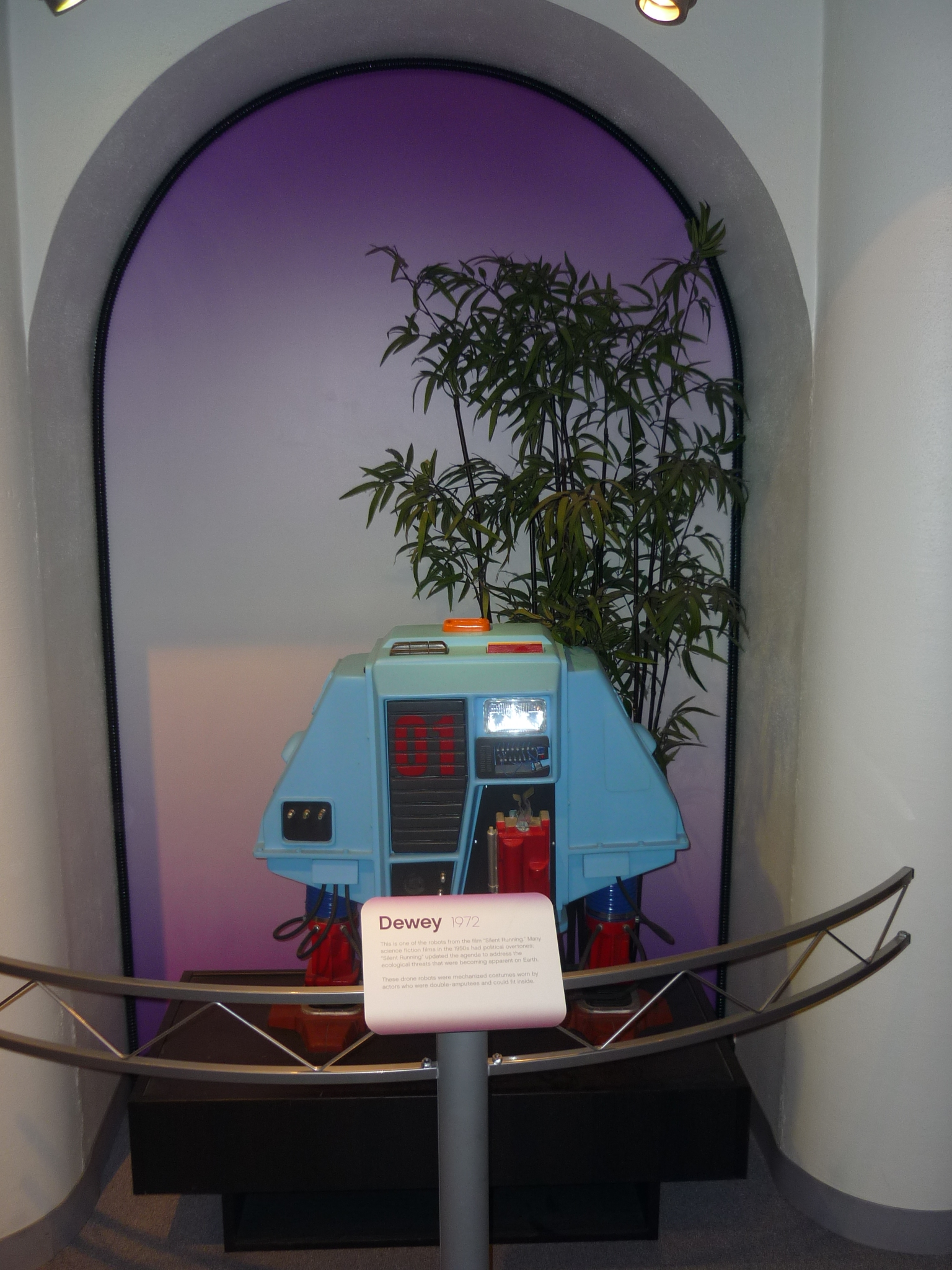
デューイ

地球全体が人工的に管理され、気温も摂氏24度（華氏75度）に統一された未来。
植物も全て絶滅し、わずかな標本が「植物保存計画」によって、土星軌道の3隻の貨物船に接続された温室ドームで生き延びていた。
そのうちの1隻「ヴァリー・フォージ」乗組員4人のうち、植物学者のフリーマン・ローウェル（ブルース・ダーン）だけは植物の価値を重視し、地球に緑が復活する日を信じて勤務に精励していたが、他の3人は人工的に管理された地球環境と人工的に合成された食品による生活の方が快適だと主張し、勤務ぶりもいいかげんだった。彼らは互いに相容れない価値観をぶつけ合いながらも、8年間ともに任務を続けていた。
ある日、地球から計画中止とドームごと全ての植物を核爆弾で破壊し帰還せよ、との命令が下る。同僚たちは喜ぶが、植物が絶滅することに耐えられないローウェルは命令に背き、爆破作業を妨害し、ついには同僚全員を殺害する。彼は唯一爆破を免れたドームとともに、宇宙に深く潜行し、逃亡する道を選んだ。
船には作業用小型ドローン（ロボット）3体がおり、ローウェルはカセット型のプログラムを差し替えて、ドローン達に負傷した自分の脚の外科手術を行わせることが出来た。
土星の輪の中での船外作業中に3号機を失うが、ローウェルは1号機にデューイ、2号機にヒューイ（失った3号機にはルーイ）と名付け、助け合いながら共同生活を始める。ヒューイとデューイは植物の世話も学び、ポーカーをすればすぐにコツを覚えてローウェルを負かし、彼を喜ばせた。
そんな中、突然ドーム内の森が枯れ始め、さらに不幸な事故でローウェルはヒューイを酷く損傷させてしまう。
植物が弱っていく原因もわからず、ヒューイの修理もままならず、すべてを諦めかけたところに、ヴァリー・フォージを捜索していた救援船からの通信が入る。「6時間後に助けに行ける」と言う救援船との通信の中で、ローウェルは植物への日照が不足していたことに遅まきながら気付き、すぐにドーム内に人工照明を立てる。
罪を犯したことへの自責と、緑を守る信念とを持ち続けたローウェルは、植物の世話をデューイに託してドームを切り離し、自らは救援船の到着を待たず、ヒューイと共に自爆する。
深宇宙へと離れて行くドームでは、再び元気になった植物たちにデューイが独りじょうろで水をやり、丹念に世話をし続ける。

## キャスト
| 役名                   | 俳優                     | 日本語吹替                     |
| 役名                   | 俳優                     | テレビ朝日版                   |
| ---------------------- | ------------------------ | ------------------------------ |
| フリーマン・ローウェル | ブルース・ダーン         | 中田浩二                       |
| アンディ・ウルフ       | ジェシー・ヴィント       | 池田秀一                       |
| ジョン・キーナン       | クリフ・ポッツ           | 安原義人                       |
| マーティ・バーカー     | ロン・リフキン           | 徳丸完                         |
| アンダーソン           | 声：ロイ・エンゲル       | 小林清志                       |
| バークシャー船長       | 声：ジョセフ・カンパネラ | 若本紀昭                       |
| ドローン1・デューイ    | マーク・パーソンズ       |                                |
| ドローン2・ヒューイ    | シェリル・スパークス     |                                |
| ドローン3・ルーイ      | スティーブ・ブラウン     |                                |
| ドローン・ジョーイ     | ラリー・ウィセンハント   |                                |
| 不明 その他            |                          | 宮下勝 井口成人 政宗一成       |
|                        |                          |                                |
| 演出                   | 演出                     | 左近允洋                       |
| 翻訳                   | 翻訳                     | 山田実                         |
| 効果                   | 効果                     | PAG                            |
| 調整                   | 調整                     | 栗林秀年                       |
| 制作                   | 制作                     | グロービジョン                 |
| 解説                   | 解説                     | 淀川長治                       |
| 初回放送               | 初回放送                 | 1979年5月13日 『日曜洋画劇場』 |

※日本語吹き替えは、2015年10月8日発売の『ユニバーサル思い出の復刻版 ブルーレイ』に収録。

## スタッフ
- 制作：マイケル・グラスコフ
- 監督：ダグラス・トランブル
- SFX：ジョン・ダイクストラ、バーノン・アーサーほか
- 音楽：ジョーン・バエズ（主題歌「Rejoice In The Sun」）

## 作品解説
ユニバーサル・ピクチャーズが、1972年に企画した5本のローバジェット（いわゆる低予算）映画の一本だが、先に公開された他の4本の興行が不振だったため、ユニバーサル映画は本作の興行も早急に打ち切ってしまった。これによってダグラス・トランブルは財政的に損害を被ったと言われている。
撮影の一部は、アメリカ海軍の退役空母であり当時係留されていたヴァリー・フォージ（USS Valley Forge, CVS-45）内で行われた。宇宙船の船名である「ヴァリー・フォージ」は、撮影のためにあちこちを切り取られ撮影後にスクラップとされたこの空母に敬意を表して名づけられたものである。詳細はヴァリー・フォージ (空母)#『サイレント・ランニング』を参照。
2001年宇宙の旅の撮影で用いたSFX手法”ジュピター・マシン”は、当映画では土星の描写に使用された。
フリーマンとともに宇宙への放浪の旅をするドローン（ロボット）、ヒューイ、デューイ、ルーイの名前の元ネタは、ディズニー・アニメのキャラクターであるドナルドダックの3匹の甥っ子たちである。ただしルーイは、名づけられる前に行方不明になっている。また、このドローンは、ヴェトナム戦争で負傷して体のかなりの部分を失った、「その小さな機体に入ることができる俳優」によって演じられている。

## トリビア
- ヴァリー・フォージ号は『宇宙空母ギャラクティカ』に船団に所属する環境船としてゲスト出演しており、タイ大佐がドーム内で船団の食糧問題について語るシーンがある。また度々サイロン・レイダーに襲われるシーンが見られる。『GALACTICA/ギャラクティカ』の序章では、ヴァリー・フォージ号のオマージュが見られる。